# Suhodil, Rojneativ
Suhodil (în ucraineană Суходіл) este o comună în raionul Rojneativ, regiunea Ivano-Frankivsk, Ucraina, formată numai din satul de reședință.

## Demografie
Componența lingvistică a comunei Suhodil
     Ucraineană (99,85%)
     Alte limbi (0,15%)
Conform recensământului din 2001, majoritatea populației comunei Suhodil era vorbitoare de ucraineană (99,85%), existând în minoritate și vorbitori de alte limbi.